# Araneus navicula
Araneus navicula este o specie de păianjeni din genul Araneus, familia Araneidae. A fost descrisă pentru prima dată de L. Koch, 1871.
Este endemică în New South Wales. Conform Catalogue of Life specia Araneus navicula nu are subspecii cunoscute.